# KGHM Dialog Polish Indoors 2001
Il KGHM Dialog Polish Indoors 2001 è stato un torneo di tennis facente parte della categoria ATP Challenger Series nell'ambito dell'ATP Challenger Series 2001. Il torneo si è giocato a Breslavia in Polonia dal 5 all'11 febbraio 2001 su campi in cemento indoor.

## Vincitori

### Singolare
Axel Pretzsch ha battuto in finale  Antony Dupuis con il punteggio di 7–5, 7–6(1)

### Doppio
Wayne Black /  Jason Weir-Smith hanno battuto in finale  Julian Knowle /  Michael Kohlmann con il punteggio di 6–3, 6–4